# Študijski dnevi Draga
Študijski dnevi Draga so vsakoletna srečanja, namenjena predavanjem in razpravam izobražencev iz treh Slovenij, ki se že od leta 1966 odvijajo na Tržaškem in so pomembno prispevali k demokratizaciji in osamosvojitvi Slovenije. Temeljna izhodišča Drage ostajajo vsa leta ista: slovenstvo, krščanstvo, demokracija in strpni dialog. Bistveni pomen Drage za demokratizacijo in osamosvojitev Slovenije je bil v tem, da je to vedno bil svobodomiseln forum, umeščen na demokratično stran železne zavese, kjer se je lahko o demokraciji in samostojni slovenski državi na glas razmišljalo že bistveno prej kot v Jugoslaviji. Na Drago so prihajali izobraženci, ne le iz slovenskega okolja v Furlaniji - Julijski krajini, ampak tudi iz Slovenije, Koroške in zdomstva ter se medsebojno podpirali z izmenjavo stališč in idej. Pomembno vlogo je vedno odigravala tudi sproščena družabnost, ki se odvija po vsakem predavanju .

## Nastanek
Prva razmišljanja o študijskih dnevih najdemo že v zapisniku seje odbora Društva slovenskih izobražencev (DSI) iz Trsta 13. novembra 1964. Prisotni so bili odborniki: mons. Lojze Škerl, dr. Stanko Janežič, dr. Laura Abrami, prof. Jože Peterlin, prof. Martin Jevnikar, Cvetana Paljk in Julka Štrancar. Avgusta 1965 je bilo neko neformalno srečanje slovenskih katoličanov na Sv. Višarjih, kjer so Tržačani posredovali to idejo o študijskem tečaju oziroma študijskih dnevih ostalim prisotnim, predlog so sprejeli tako Korošci kot Goričani in tudi mnogi drugi, ki so prišli tja iz bolj daljnih krajev (Argentine in Združenih držav Amerike). Tako so v začetku leta 1966 odborniki DSI ponovno razpravljali o “tečaju” in sklenili, da počitniški tečaj za izobražence, akademike ter abituriente vseh treh zamejskih pokrajin naj bi se vršil v vasici Draga pri Bazovici. Kasneje so določili datume prvega srečanja: 3. in 4. september 1966 v Dragi . Na prvi Dragi so določili, da bo odtlej vedno na prvo soboto in nedeljo v mesecu septembu. Po besedah Marija Maverja je bilo to prvo organizirano dejanje katoliških Slovencev v Trstu. Za Sergija Pahorja je bilo študijsko srečanje eno izmed prvih dejanj zavestnega iskanja skupnega kulturnega prostora za Slovence , saj že povezava z Goriškim in Koroškim svetom ter stiki z zdomstvom so pomenili korak v to smer. Vendar so bili absolutno vezani na matico , Slovenijo.

## Študijski dnevi Draga danes ...
Študijske dneve Draga organizirajo še danes člani Slovenske prosvete in Društva slovenskih izobražencev iz Trsta. Prvotno, prvih 10 let so jih prirejali v vasici Draga pri Bazovici (tam je društvo Slokad imelo kolonije za slovenske otroke, za katere je skrbel župnik Marijan Živic). Po smrti prof. Peterlina so se Študijski dnevi leta 1976 preselili na Opčine, v park Marijanišča, najprej na prosto, nato so si leta 1990 zamislili večji šotor, da niso tvegali s težavami ob grdem vremenu (tako ni bilo treba zaradi dežja tekati v dvorano, prenašati stole, mikrofone itd.) . Takrat so pri uresničevanju Drage imeli največ zaslug Maks Šah, Saša Martelanc, Alojz Rebula, Marij Maver, Sergij Pahor. Danes imajo pri Slovenski prosveti poseben odbor, ki skrbi za organizacijo vskoletnih Študijskih dnevov Draga.
Vsako leto (od leta 1971)  po študijskih dnevih izdajo poseben zbornik , kjer so natisnjena vsa predavanja in tudi vsi posegi v debatah, ki so se izrodile iz publike (zbornik nastane po prepisovanju registriranih posegov na Dragi) v preteklem letu.  Tako so vsi Študijski dnevi Draga na razpolago v tiskani obliki vsem, ki bi želeli preverjati, kaj so najrazličnejši predavatelji povedali in se tako lahko tudi zazna duh časa, ko so te debate nastajale.
Na Dragi podeljujejo od leta 2012 Peterlinovo nagrado osebam ali organizacijam, ki s svojim prostovoljnim delom na kulturnem področju sledijo in širijo načela, ki jih je živel in udejanjal Jože Peterlin.

## Predavatelji in teme[9]

### 3. - 4. septembra 1966
Anton Kacin: Položaj Slovencev danes
Valentin Inzko: Slovenci na Koroškem
Matej Poštovan: Slovenci na Primorskem
Janez Janžekovič: Znanost in svetovni nazori
Janez Janžekovič: Vprašanje človeške bitnosti in religije
Aleš Lokar: O tehniki sožitja in sodelovanja med ljudmi z različnim svetovnim nazorom
Matej Poštovan: Dialog v svetu
Reginald Vospernik: Kulturno duhovne razmere med mlajšo koroško generacijo
Drago Štoka: O problematiki slovenske mladine na Tržaškem

### 2. - 3. septembra 1967
Toussaint Hočevar: Današnji slovenski položaj in perspektive za bodočnost
P. Roman Tominec: Vloga krščanstva pri oblikovanju slovenske narodne zavesti in kulture v 1200 letih. Ali more to vlogo krščanstvo nadaljevati?
Samo Pahor, Emidij Susič: Analiza sociološkega sestava zamejskih Slovencev
Drago Legiša: Kako približati današnjemu prebivalstvu naše javno delovanje?
Matej Poštovan: Slovenski zamejski katoličani in njihovo javno delovanje po koncilu
Vinko Zwitter: Pokoncilski položaj koroških Slovencev
Martin Kranner: Pogledi in praktične izkušnje na Goriškem

### 31. avgusta in 1. septembra 1968
Janko Pleterski: Združena Evropa in Slovenci
Ludvik Vrtačič: ABC slovenske problematike v obdobju združevanja Evrope
Feliks J. Bister: Slovenec med Vzhodom in Zahodom – Dediščina – Samospoznavanje – Možnosti
Alojz Tul: Združena Evropa in narodna manjšina
Vekoslav Grmič: Dialog Cerkve s svetom
Vekoslav Grmič: Vzroki mednarodnega ateizma
Vladimir Klemenčič: Izseljevanje, problem Slovenije in Slovencev
Valentin Inzko: Koroška in izseljeniški problemi
Franc Mljač: Prispevek k razpravi o izseljevanju – Kanalska dolina
Rado Bednařik: Problem izseljevanja na Primorskem in v Beneški Sloveniji
Bogo Samsa: Izseljevanje iz tržaške pokrajine
Izidor Predan: Beneška Slovenija
Alojz Rebula: Slovenci med domom in svetom

### 30. - 31. avgusta 1969
Fran Zwitter: Prelomna razdobja v zgodovini Slovencev v XX. stoletju
Janko Zerzer: Koroški plebiscit – ozadja in posledice
Rudolf Klinec: Manjšinska problematika v luči naravnega prava, krščanske etike in cerkvene zakonodaje
Drago Klemenčič: Verski položaj na Slovenskem
Maks Šah: Socialna preobrazba družbe s posebnim pogledom na zamejstvo
Boris Pahor: Za novo slovensko elito
Dušan Nendl, Franc Jeza: Kakšno pot naj izbirajo Slovenci za najboljšo mednarodno uveljavitev

### 5. - 6. septembra 1970
Jože Goričar: Socialna preobrazba slovenske družbe
Ciril Zlobec: Današnja slovenska idejno kulturna stvarnost
Tomaž Pavšič: Kulturna povezanost
Emidij Susič: Mednarodna povezanost
Maks Miklavčič: O etičnem potencialu in stiski malih narodov pri sodobnem razvoju enotenja človeške družbe
Matej Poštovan: Etični potencial in stiska malih narodov
Edvard Kocbek: Zaprtost in odprtost sodobne slovenske kulture
Vladimir Vremec: Idejno-kulturna stvarnost v zamejstvu in zdomstvu
Lev Detela: Odprtost in zaprtost slovenske kulture

### 4. - 5. septembra 1971
Jože Velikonja: Današnja vloga zdomske Slovenije
Drago Štoka: Perspektive slovenske narodne skupnosti v zamejstvu
Jurij Zalokar: Nekaj pogledov na psihologijo raznarodovanja
Gorazd Kušej: Novosti o družbenopolitični ureditvi Jugoslavije
Vladimir Murko: Politično-ekonomski položaj Slovenije po zveznih ustavnih dopolnilih
Ludvik Vrtačič: Kritične pripombe k ustavnim spremembam v Jugoslaviji

### 2. - 3. septembra 1972
Boris Sancin: O idejnem pluralizmu
Alojzij Šuštar: Svoboda vesti kot izraz človekovega dostojanstva
Joško Tischler: Oris stanja narodne skupnosti na Koroškem
Emil Cencič: Oris stanja narodne skupnosti v Beneški Sloveniji
Damjan Paulin: Oris stanja narodne skupnosti na Goriškem in Tržaškem
Alojz Rebula: O spremenljivosti in nespremenljivosti vrednot

### 1. - 2. septembra 1973
Janko Messner: Generacijska problematika na Koroškem
Valentin Birtič: Družina v Beneški Sloveniji
Ivan Hribernik: Kako gleda zdravnik na ljubezen v družini
Danilo Sedmak: Generacijska problematika na Tržaškem
Anton Trstenjak: Stara in nova podoba družine

### 7. - 8. septembra 1974
Bratko Kreft: Cankar in slovenstvo
Bogo Samsa: Dve mednarodni konferenci o manjšinah
Samo Pahor: Kaj moramo storiti, da se bodo naše razmere spremenile
Drago Štoka: Tržaška mednarodna konferenca o manjšinah
Valentin Inzko: »Skupna Koroška«
Peter Urbanc: Slovenci v Kanadi
Janez Zdešar: Slovenci – zdomci v Nemčiji
Andrej Kobal: Slovenec v svetu

### 6. - 7. septembra 1975
Drago Legiša: Mednarodna konferenca v Helsinkih in slovenska stvarnost
Pavel Apovnik, Damjan Paulin, Rafko Dolhar, Zorko Harej: Pomen samostojnega javnega nastopanja
Rudolf Klinec: Kako je duhovščina pripravljala osvoboditev slovenskega naroda na Primorskem
Venceslav Tuta, Rado Bednařik: Tudi ti so polagali temelje svobodi

### 4. - 5. septembra 1976
Franček Križnik: Marksizem in svoboda
Kazimir Humar: Dileme svobodnega tiska
Boris Pahor: Troje velikih sporočil (Kette – Cankar – Kosovel)

### 3. - 4. septembra 1977
Saša Martelanc: Slovenska misel, vzpluj
Lojze Ambrožič: Luči in sence v pokoncilski prenovi
Vinko Ošlak: Med srhom Kapitala in žarom Evangelija (Tri orodja za enajsto tezo)

### 2. - 3. septembra 1978
France Bučar: Ideologija in demokracija
Anton Ilc: Od poskusa totalnega uničenja do zarje novega krščanstva
Zorko Harej, Stojan Spetič, Maks Šah, Jože Pirjevec: Ob dramatični 30-letnici: Kominform in slovenstvo

### 1. - 2. septembra 1979
France Vodnik: Bohinj: ob 40-letnici neke vizije
Oskar Simčič: Narodnost v teologiji in Cerkvi proti letu 2000
Sergij Pahor: Slovenski matični, zamejski in zdomski trenutek

### 30. - 31. avgusta 1980
Lorenzo Bellomi: Vera in kultura za svobodnega človeka
Marij Maver: Slovenstvo v svoji kulturno politični informaciji danes
France Perko: Slovenska Cerkev iz preteklosti v prihodnost

### 4. - 6. septembra 1981
Katica Cukjati: Med domovino in zdomstvom
Anton Stres: Pod današnjimi miselnimi zvezdami
Marino Qualizza: 100 let Slovencev ob zahodni narodnostni meji
Viktor Blažič: Problemi razvoja, narodna zavest, pluralizem

### 3. - 5. septembra 1982
Ivo Jevnikar: 35 let političnih in pravnih bojev Slovencev v Italiji
Svetozar Stojanovič: Marksizem kot družbena teorija in ideologija
Vinko Ošlak: Mit revolucije v delu današnje teologije
Franc Rode: Duhovni tokovi v današnji Evropi

### 2. - 4. septembra 1983
Martin Jevnikar: Pregled slovenskega revialnega tiska
Reginald Vospernik, Alojz Rebula, Vinko Ošlak: Predstavitev prve številke Celovškega zvona
Ljubo Sirc: Slovenija v osemdesetih letih
Janez Vodopivec: Kvas novega krščanstva
Reginald Vospernik: Na razvodju dveh kultur

### 31. avgusta - 2. septembra 1984
Jože Velikonja: Kje, domovina, si?
Bojan Štih: Vprašalna pola sodobnega slovenstva
Niko Prijatelj: Med vero in nevero
Tomaž Simčič, Marko Tavčar, Peter Močnik, Emidij Susič: Ključna vprašanja slovenstva v očeh mlade zamejske generacije (okrogla miza po anketi)

### 30. avgusta - 1. septembra 1985
Gregor Batagelj: Štirideset let slovenskih daljav in bližin
Boštjan M. Zupančič: Slovenija konec 20. stoletja: prehod v novo dialektiko?
Ivan Štuhec: Med Getsemanijem in Taborom: žar in stiska kristjanovega upanja
Marko Dvořak: Duma 1985 – anatomija nekega zdomstva

### 5. - 7. septembra 1986
Franc Miklavčič: Slovenska Cerkev med Bogom in cesarjem
Predrag Matvejević: Matične dileme med narodnostjo in državljanstvom
Drago Ocvirk: Blagodejna odvečnost krščanstva
Milan Apih: Po plovbi čez Rdeče morje

### 4. - 6. septembra 1987
Rudolph M. Sussel: God bless Slovenija
Andrej Fink: S Prešernom pod Južnim križem
Bruno Korošak: Krščanstvo in eshaton
Andrej Capuder: Pot v obljubljeno deželo

### 2. - 4. septembra 1988
Karel Smolle: Manjšinstvo z evropske perspektive
Dobrica Ćosić: Glas od Donave na slovenski tribuni
Jožko Pirc: Ločitev duhov: v razhod ali v pluralizem?
Alojz Rebula: Kam plovemo?

### 1. - 3. septembra 1989
Stane Bah: O problemih in rešitvah v multikulturnih družbah
Ivan Verč, Tomaž Simčič: Manjšina – žrtev ideoloških bojev?
Branko Rozman: Vizije in meje narodne sprave
France Bučar: Slovenija med Evropo in Balkanom

### 31. avgusta - 2. septembra 1990
Igor Škamperle: Narodnost v postmoderni misli
Zdravko Inzko: Slovenija s perspektive širšega sveta
Janez Pogačnik: Slovenska Cerkev pred novimi nalogami
Spomenka Hribar, Ivo Jevnikar, Karel Smolle, Janez Zorec: Po zlomu polstoletne diktature v nova slovenska obzorja
Ob Dragi: zasedanje osrednjega iniciativnega odbora za pripravo Svetovnega slovenskega kongresa; srečanje slovenskih revij

### 30. avgusta - 1. septembra 1991
Justin Stanovnik: Lectio difficilior
Vlado Gotovac: Hrvatska med Mediteranom in Srednjo Evropo
Peter Tancig: Perspektive slovenske znanosti
Marko Rupnik: Vizija iz kaosa
Janko Prunk, Borut Pahor, Ivan Bizjak, Tone Peršak, Janez Podobnik, France Golia, Vojko Vovk: Slovenija – realnost in vizija

### 4. - 6. septembra 1992
Gorazd Kocijančič: Apofatizem in politika
Lojze Peterle: Kristjanovo politično tveganje
Janko Prunk: Od narodne identitete do državne osveščenosti
Edvard Kovač: Slovensko krščanstvo med tradicijo in prihodnostjo
Franc Rode: Da bi nam srca vnel za čast dežele

### 3. - 5. septembra 1993
Evgen Bavčar: Pariški pogled na Slovenijo
Miran Košuta, Mario Ravalico, Milan Gregorič, Amalia Petronio: Biti manjšinec danes
Vinko Potočnik: Zakaj ostajam kristjan
Igor Senčar: Družba in mit

### 2. - 4. septembra 1994
Stane Gabrovec: Krščanstvo in oblikovanje slovenstva
Marija Jurič - Pahor, Hektor Jogan: Pri-sila spomina v identiteti koroških in tržaških Slovencev
Lojze Čemažar: V novo sproščenost slovenskega kristjana (Razmislek pred Gospodom)
Janez Janša: Slovenci in prihodnost

### 1. - 3. septembra 1995
Brane Senegačnik: Postmoderna med smislom in nesmislom
Danilo Slivnik: Slovenija po petletni demokraciji
Jože Marketz: Sožitje med etnijami na verskem področju
Hubert Požarnik: Kako je z duhovno ekologijo?

### 30. avgusta  - 1. septembra 1996
Jakov Jukić: Krščanstvo in Cerkev v postmoderni kulturi
Pavel Fonda: Multikulturnost – dileme neke manjšine
Mišo Jezernik: Multikulturnost ali interkulturnost
Peter Jambrek: Slovenski nacionalni program
Pavle Merkù: Slovenščina, matica naše narodne identitete

### 5. - 7. septembra 1997
Giorgio Banchig: 50 let po podpisu mirovnega sporazuma
Andrej Bajuk: Slovenija v evropskih integracijskih tokovih
Klaus Einspieler: Izvoljeno ljudstvo in narodi v svetem pismu
Andrej Capuder: Enoumje 2000

### 4. - 6. septembra 1998
Damjan Hlede: Izziv složnosti – vizija zamejstva na prehodu v tretje tisočletje
Zorko Simčič: Biti (ali ne biti …) to, kar si? Vprašanje asimilacije nekoč in danes
Rudi Koncilija: Hrepenenje po svobodi – gonilna sila kulture
Jože Pučnik: Sprava kot izhodišče za civilno rast Slovencev iz naroda v državo

### 3. - 5. septembra 1999
Milan Bufon, Peter Černic, Marko Štavar, Breda Susič: Kakšna prihodnost za slovensko manjšino?
Bojan Pavletič: Južni Sokol kot priča slovenske prisotnosti v razvijajočem se Trstu
Matija Ogrin: Slomšek in vprašanja sodobne slovenske kulture
Vasko Simoniti: Med zgodovino in sedanjostjo

### 1. - 3. septembra 2000
Marta Ivašič, Vojko Kocjančič, Marijan Kravos: Kakšno šolo želi in potrebuje slovenska manjšina?
Aleksander Zorn: Težave s slovensko identiteto
Tone Jamnik: Sprava – proces osvobajanja in znamenje poguma
Stane Granda: Združena Slovenija in slovenska država

### 31. avgusta - 2. septembra 2001
Evelina Umek, Damjan Hlede, Boris Siega: Zamejstvo brez meja
Janez Dular: Slovenska knjiga na poti v tretje tisočletje
Zvone Štrubelj: Antropološka in teološka izhodišča krščanske vere in duhovnosti v tretjem tisočletju
Alenka Šverc, Nadja Maganja, Janko Merkač: Tisočletje laikov
Ivo Urbančič: Jezik in kultura Slovencev v času odpiranja v Evropo

### 30. avgusta - 1. septembra 2002
Jože Pirjevec, Aldo Rupel, Bojan Brezigar, Damjan Paulin: Manjšinske politične dileme
Lucija Čok, Darko Darovec, Andrej Malnič: Zakaj tretja slovenska univerza
David Taljat: Z vero do veselja
Martin Brecelj: Med Evropsko zvezo in svetovno državo

### 5. - 7. septembra 2003
Črtomir Spacapan: Slovenci na obeh straneh meje ob vstopu Slovenije v Evropsko zvezo
Frane Adam: Majhne države in njihova identiteta v dobi globalizacije
Mirko Pelicon: Mladi in krščanstvo v postmoderni dobi
Alojzij Ambrožič: Nekaj misli o socialnem poslanstvu kristjana

### 3. - 5. septembra 2004
Tim Oliver Wüster: Sokratovo in Kristusovo vabilo
Jože Dežman: Slovenske sprave in resnice
Mitja Bregant: Kakšna prihodnost ob nastajajoči večverski, večnacionalni in civilizacijsko pluralistični družbi?
Barbara Brezigar: Slovenija v Evropi

### 2. - 4. septembra 2005
Milan Gregorič: Na dveh straneh meje
Dean Komel: Politika, država in državljani. Kje je Slovenija?
Janez Gril: RKC d.d. ali po čem je danes odrešenje?
Bogdan Žorž, Janez Malačič, Tomaž Merše, Marjeta Cotman, Nasto Sancin: Ali nismo preveč ravnodušni pred demografsko krizo?

### 1. - 3. septembra 2006
Miran Košuta: 60 let kulture v manjšinskem prostoru
Silva Matos, Cveto Heliodor, Janek Musek, Jože Ramovš: Slovenci v vrtincu naglih družbenih sprememb
Katarina Kompan Erzar, Tomaž Erzar: Slovenski vernik med tradicionalno in osebno vero
Marko Stabej: Zvezde, vrtnice in trnje (Kam in kako s slovenščino?)

### 31. avgusta - 2. septembra 2007
Darka Zvonar, Anton Rupnik, Peter Brumen: Manjšina v očeh opazovalcev
Renato Podbersič, Tamara Pečar Griesser, France Kralj, Egon Pelikan: Priključitev Primorske k matični domovini
Robert Petkovšek: Krščanstvo v dialogu s sodobno mislijo: kaj lahko krščanstvo ponudi sodobnemu svetu?
Tine Hribar: Stanje duha na Slovenskem (Ob 300. številki Nove revije)

### 5. - 7. septembra 2008
Jurij Paljk, Franci Petrič, Hanzi Tomažič: Slovenski katoliški tisk (Kako z besedo do ljudi?)
Alenka Puhar: Nočne barve in povešene oči
Zvone Štrubelj: Nova duhovna podoba Primoža Trubarja
Igor Grdina: Trubar za vse čase

### 4. - 6. septembra 2009
David Bandelj: … Mi se imamo radi
Boštjan Žekš: Slovenci v zamejstvu in po svetu po padcu meja v obdobju globalizacije
Edvard Kovač: Postkrščanska era ali vek novega krščanstva?
Matej Makarovič: Slovenija, Evropa in globalizacija

### 3. - 5. septembra 2010
Hektor Jogan, Damjan Paulin, Julija Berdon, Neža Kravos, Joži Peterlin: Odnosi med generacijami
Zdravko Inzko, Karel Hren, Jože Marketz, Janko Zerzer: Koroški Slovenci 90 let po plebiscitu
Mateja Rozman Pevec: Etika in sodobni človek – kaj vodi v srečno življenje?
Drago Jančar: Pisatelj med umetnostjo in angažmajem

### 2. - 4. septembra 2011
Bogdan Žorž, Kristina Martelanc: Kriza odnosov v družini
Rafko Dolhar: Ali lahko tudi zamejski Slovenci praznujemo 150-letnico Italije?
Anton Stres: Nova evangelizacija po slovensko
France Arhar: Od tolarja do evra

### 31. avgusta - 2. septembra 2012
Roberto Battelli, Rudi Vouk, Damijan Terpin: Manjšina in zajamčeno politično zastopstvo
Lučka Kajfež Bogataj: Planetarne meje – ovira za rast, izziv za razvoj
Branko Klun: Nemir spraševanja, temeljna duhovnost in religija
Žiga Turk: Preteklost navidezne resničnosti. Konstrukcije slovenskih resničnosti

### 30. avgusta - 1. septembra 2013
Vlasta Polojaz, Sara Brezigar, Marijan Kravos: NovI izzivi za manjšinsko šolo
Evald Flisar: Kdor previsoko leta, nizko pade!
Branko Cestnik: Cerkev na razpotju – 50 let potem
Aleš Maver: Slovenija pred ponavljanjem razreda

### 29. - 31. avgusta 2014
Alenka Stanič, Valentik Inzko, David Bandelj: V svet(u) z možgani
Fabjan Hafner: Sem dolgo upal in se bal
Marta Verginella, Urban Vehovar: Politična raba spomina
Tadej Bajd: Znanost, inženirstvo, materni jezik

### 28. - 30. avgusta 2015
Andrej Capuder, Katica Cukjati, Tine Hribar, Sergij Pahor: Zakaj Draga?
Skupina mladih: Petdeset delcev še ni celota
Alenka Rebula: Moč dvojine
Edvard Kovač: Že danes je jutri ali slovenska prihodnost

### 2. - 4. septembra 2016
Veronika Martelanc, Aleksej Kalc, Robin Schweiger: Človek migrant
Martina Piko Rustja, Živa Gruden, Suzana Pertot, Martin Maver: Družina, družba, jezik in identiteta
Ivan Jurkovič: Pravoslavni vzhod danes
Janko Prunk: Evropa, kam?

### 1. - 3. septembra 2017
Maja Smotlak: Pojmovanje narodne identitete med Slovenci na zahodni narodnosti meji od 19. stoletja do sodobnosti skozi prizmo romana
Valerija Perger: Kako dolgo bo Porabje še slovensko
Igor Bahovec: O vernosti na Slovenskem: od sociološko-antropološke analize do krščanstva, ki prinaša upanje, pogum in ustvarjalnost
Klemen Jaklič: O dilemi našega časa: pravice človeka ali državljana

### 31. avgusta - 2. septembra 2018
Erika Jazbar: Pluralizem po slovensko
Aleš Šteger: Izhodišča
Imre Jerebič, Lojze Peterle: Kako reševati socialne probleme v Sloveniji
Bernard Nežmah: Nova slovenska politika

### 30. avgusta - 1. septembra 2019
Andreja Duhovnik Antoni: Govorim - govorimo slovensko, zavedanje izbire in razumevanje odločitev
Evgen Bavčar: Slovenstvo in Evropa
Božo Rustja: Upanje človeka in kristjana sredi nasprotij današnjega časa
Ernest Petrič: Problemi in odprta vprašanja Slovenije po neodvisnosti

### 28. - 30. avgusta 2020
Kozma Ahačič, Laura Sgubin, Fedra Pahlich, Maja Melnic Mlekuž, Jadranka Cergol: Slovenski jezik v Italiji in standardna slovenščina: blizu ali daleč?
Egon Pelikan, Renato Podbersič ml.: Predvojni primorski upor fašizmu
Jože Marketz: Kdo pa smo, ko so cerkve zaprte?
Janez Potočnik: Pomen odgovornega ravnanja z naravnimi viri v globalno povezanem svetu

### 3. - 5. septembra 2021
Angelika Mlinar, Erika Koles Kiss, Igor Gabrovec, Tatjana Rojc, Felice Žiža, Olga Volgauer: Narodno-jezikovne manjšine in zajamčeno zastopstvo
Marko Uršič: Človek in narava: od sožitja h gospostvu in nazaj
Igor Bahovec, Matej Cepin, Marjana Debevec, Roman Globokar: Med obrambo svojega in iskanjem skupnega
Anton Stres: Minilo je 30 let ...

### 2. - 4. septembra 2022
Gorazd Pučnik, Martina Valentinčič, Nadja Kramer, Igor Vovk, Helena Jaklitsch: »Če ti v srcu ne gori močan ogenj, nima smisla poskušati.« (D. Karnazes)
Jože Možina: Slovenski razkol včeraj in danes
Janez Juhant: Slovenski kristjan pred moralnimi izzivi kriznih razmer
Anže Logar, Branko Soban: Leto 2022, EU na globalni geopolitični šahovnici: strategije in perspektive

### 1. - 3. septembra 2023
Enrico Trevisi: Kakšno bratstvo je mogoče?
Aleš Štrancar, Edi Kraus, Mark Pleško: Inovacije in trajnostni razvoj
Ivo Jevnikar, Karl Hren: Politične dileme Slovencev v Italiji in Avstriji
Žiga Turk, Igor Luksič: Desnica in levica

### 30. avgusta - 1. septembra 2024
(Slovenska prosveta je Študijske dneve Draga 2024 uvrstila v niz prireditev ≫V Rebulovem vetru≪ in jih posvetila tržaškemu pisatelju in mislecu Alojzu Rebuli, velikemu prijatelju Drage, ob stoti obletnici njegovega rojstva)
Marko Marinčič, Tina Paljk, Ernest Ženko: Vergilij versus ChatGPT?
Peter Jambrek: Evropska unija in kriza demokracije
Branko Cestnik: Umetnost in vera
Devan Jagodic, Mariana Poznič, Ignacija Fridl Jarc: Tri Slovenije – ena domovina? – Narodne povezave med matico, zamejstvom in zdomstvom